# Hildegard-von-Bingen-Preis für Publizistik
Der Hildegard-von-Bingen-Preis für Publizistik wird jährlich vom Kuratorium Hildegard-von-Bingen-Preis verliehen. Ausgezeichnet wird ein Autor beziehungsweise eine Autorin für eine herausragende, professionell und kulturell gewichtige, publizistische Einzelleistung oder ein Lebenswerk. Der Preis ist einem „sprachmächtigen, hellsichtigen und aussagekräftigen Qualitätsjournalismus“ gewidmet und mit 10.000 Euro dotiert (Stand 2018).
Der Preis ist benannt nach Hildegard von Bingen (1098–1179), weil – so das Kuratorium – die Benediktinerin und Universalgelehrte eine der ersten im Umfeld des Verleihungsortes Mainz war, die sich davon überzeugt zeigte, dass Schrift und Wort ihre eigene Wirkung entfalten. Träger und Sitz ist die Hildegard-von-Bingen-Gesellschaft für Publizistik und Zeitgeschichte e. V.

## Die Preisträger und Mitglieder
Die Mitglieder des Kuratoriums sind die mit dem Hildegard-von-Bingen-Preis für Publizistik ausgezeichneten Persönlichkeiten. Ein weiteres Mitglied ist der Begründer von Preis und Kuratorium, Helmut Ahrens.
- 1995 Walter Kannengießer †
- 1996 Helmut Markwort
- 1997 Gabriele Krone-Schmalz
- 1998 Johannes Gross †
- 1999 Peter Scholl-Latour †
- 2000 Joachim Fest †
- 2001 Joachim Kaiser †
- 2002 Sandra Maischberger
- 2003 Harald Schmidt
- 2004 Claus Kleber
- 2005 Gerhard Stadelmaier
- 2006 Maybrit Illner
- 2007 Giovanni di Lorenzo
- 2008 Henryk M. Broder
- 2009 Necla Kelek
- 2010 Fritz J. Raddatz †
- 2011 Felicitas von Lovenberg
- 2012 Antonia Rados[2]
- 2013 Gustav Seibt
- 2014 Denis Scheck
- 2015 Juli Zeh
- 2016 Ulrich Wilhelm
- 2017 Theo Koll
- 2018 Anja Reschke[1]

## Der Preis
Der Preis widmet sich umfänglich der gesamten Publizistik und vereint Persönlichkeiten, die als Moderatoren, Interviewer, Essayisten, Zeitungsmacher und Gründer, Kommentatoren, Reporter, Buchautoren, Leiter einer Talkshow, Satiriker, Wirtschaftsjournalisten oder Korrespondenten für die weite Palette der Profession und ihre Wirkung in der Öffentlichkeit stehen. Ob Zeitungsverlag, öffentlich-rechtliche Rundfunkanstalt, Privatfernsehen, ob Eigenproduktion, drucktechnisch oder elektronisch verbreitetes Produkt, es geht um den klugen, lebendigen Qualitätsjournalismus in all seinen Schattierungen und mit der Vielfalt seiner Möglichkeiten.

## Die Verleihungsfeier
Die Verleihungsfeier für den Hildegard-von-Bingen-Preis für Publizistik findet im Erbacher Hof (Mainz), der Akademie des katholischen Bistums Mainz, statt. Die Laudatio hält traditionell der Kuratoriumsvorsitzende Helmut Ahrens.